# Slag op de Wuzhang-velden
De Slag op de Wuzhang-velden was een veldslag tussen de koninkrijken Wei en Shu in 234. Het was een van de vele oorlogen tijdens de Periode van Drie Koninkrijken (China).

## Voorgeschiedenis
Zhuge Liang, strateeg van Shu, wilde Wei veroveren. Na vier onsuccesvolle invasies was dit zijn vijfde invasie tegen het koninkrijk.
Shu had vanaf 229 al geen aanval meer gedaan en was sindsdien aan het voorbereiden voor een volgende veldtocht.

## Slag op de Wuzhang-velden
Zhuge Liang kreeg Sima Yi tegenover hem te staan. Omdat Sima wist dat de Shu-strateeg aan het einde van zijn krachten was en niet lang meer te leven had, beval hij het leger achter de linies te blijven verdedigen en niet tot de aanval over te gaan. Daarom viel het leger van Shu met kracht aan om Wei snel te verslaan, maar stuitte op een strakke verdediging.
Zhuge Liang probeerde Sima Yi te beledigen door hem vrouwenkleding te sturen, zodat hij uit woede uit zijn stellingen zou komen. Maar Sima Yi bleef kalm; hij begreep dat aanvallen precies was wat Zhuge Liang van hem wilde.
Toen Zhuge inderdaad overleed, viel het Wei-leger aan, maar werd afgeweerd door Jiang Wei. Deze had het leiderschap op zich genomen, maar begreep dat er niet gewonnen kon worden. Het Shu-leger trok zich terug. Daarna onderzocht Sima Yi de resten van het vijandige kamp, en noemde zijn rivaal de 'Grootste genie onder de Hemel'.